# 瑞斯·戴維斯
瑞斯·戴維斯（英語：Rhys Davies；1985年5月28日—）是威爾士的一名高爾夫球選手。他從2010年開始參加歐巡賽的賽事。

## 外部連結
- Rhys Davies在歐洲巡迴賽官方網站
- Template:AsianTour player
- Rhys Davies在男子高爾夫世界排名的官方網站